# Меццофанти, Джузеппе
Джузеппе Гаспаро Меццофанти (Медзофанти; итал. Giuseppe Gasparo Mezzofanti; 19 сентября 1774, Болонья, Папская область — 15 марта 1849, Рим) — итальянский куриальный кардинал и полиглот. Считается, что он овладел 38 языками (в том числе русским) и 50 диалектами. Префект Священной Конгрегации образования с 10 апреля 1848 по 24 мая 1851. Кардинал-священник с 12 февраля 1838, с титулом церкви Сант-Онофрио с 15 февраля 1838.

## Биография

### Ранние годы
Меццофанти родился 17 сентября 1774 года в Болонье в бедной семье. Его отец, Франческо Мецофанти, был плотником, не имеющим никакого образования вообще. Мать его, Джезульда Дель Льмо, была более знатной и образованной. В их браке родилось множество детей, но почти все они умерли во младенчестве. У будущего кардинала была сестра, Тереза Меццофанти, которая была старшего его на 10 лет. Когда её брат был ещё мальчик, она вышла замуж за Джузеппе Луиджи Минарелли, который был местным цирюльником. Ему сестра Джузеппе родила множество детей, которые были ещё живы во времена Чарльза Рассела, который, как он пишет в своей книге, особенно благодарен Пьетро Минарелли за то, что тот многое рассказал о ранних годах своего преподобного дяди.
Рассказывается множество анекдотов про Меццофанти. В одном из них утверждается, что в раннем детстве до него не дошло просвещение, и он учился в мастерской отца. В городах Италии плотники имели обыкновение работать на улице. Однажды, работая на открытом воздухе у открытого окна школы, где изучались греческий и латынь, он стал постепенно запоминать слова, смысл которых разъяснялся в помещении. Маленький Меццофанти стал научаться по-гречески и по-латыни, не зная не то чтобы греческого алфавита, но и своего родного итальянского. Случайно об этом узнали в школе, что повлекло за собой зачисление одаренного ребёнка в ученики.
Минарелли утверждает, что родители, по всей видимости, стремящиеся дать мальчику хорошее образование, отдали его в школу очень рано, когда ему не было ещё двух лет. Это было сделано, вероятно, скорее для его сохранности, чем для действительного обучения. Изначально в младшей школе он, будучи ещё очень маленьким, его не обучали, — он просто тихо сидел. Однако вскоре обнаружилось, что мальчик, которому надлежало лишь смирно сидеть, обладает превосходной памятью, запоминая все то, что разбирается на уроках. С этого момента его включают в работу в школе.
Далее под руководством аббата Филиппа Чикотти Меццофанти изучает грамматику, географию, письмо, арифметику, элементарную латынь. Аббат был настолько впечатлен успехам мальчика, что посоветовал отцу перевести его в более престижное учебное заведение. Отец изначально встретил это предложение крайне враждебно. Мать Джузеппе Меццофанти, несмотря на оппозицию отца, держалась противоположного мнения. Рассел считает, что ключевую роль в судьбе Меццофанти сыграл священник из школы ораторов, которого звали Джованни Батиста Респиги. Именно Респиги уговорил колеблющегося отца отдать мальчика на обучение дальше. Так Меццофанти из школы Чикотти был переведён в одну из т. н. болонских Scuole Pie — эти школы, основанные ещё в XVII веке неким Джузеппе Кацца, были под патронажем Католической церкви. В этой школе Меццофанти отлично успевал по всем предметам. Известно, что однажды он, только единожды прочтя отрывок на греческом из сочинения Иоанна Златоуста De Sacerdotio, рассказал его наизусть без ошибок. Среди его школьных товарищей был и Камилло Ранзани, будущий профессор Болонского университета. Точно так же, как и Меццофанти, Ранзани был из бедной семьи; и точно так же своим возвышением он был обязан отцу Респиги. Ранзани были соседи Меццофанти, поэтому мальчики были друзьями с раннего детства.
В 1786 году, будучи ещё маленьким, он поступает, несмотря на нежелание отца, в архиепископальную семинарию. Об его семинаристских годах практически ничего неизвестно, исключая случай, произошедший в тот момент, когда он защищал диссертацию по философии. Его преподавателем философии был некий Джузеппе Воли, известный философ того времени. Меццофанти же был тогда очень юн, чтобы защищать диссертацию по философии. Однако, как отмечает доктор Сантагата, юноша продемонстрировал блестящий интеллект и хорошее знание латинского языка. Очевидец этого блестящего выступления был вполне уверен в успешном его окончании, тем не менее мальчик внезапно растерялся, побледнел и даже упал в обморок. Через некоторое время он, овладев наконец собой, стал выступать дальше, ещё с большей энергией.
В 1789 году был вынужден прервать свое обучение из-за плохого здоровья. В 1793 году начал заниматься теологией под руководством каноника Джакомо Амбрози. В этот период Меццофанти занимается очень много, проводя целые ночи в библиотеке. Окончив курс теологии, он посещает лекции известного ученого-юриста Бонини по римскому праву.

### Профессорская карьера
В 1795 году Меццофанти принял постриг. Сан принял 24 сентября 1797 года. Ранее, 15 сентября, был назначен преподавателем арабского языка в Болонском университете. С 15 декабря того же года стал читать лекции. В 1798 году был уволен за отказ присягнуть Цизальпинской республике. К этому времени ему пришлось содержать свою большую семью. Его сестра уже родила много детей, которых Минарелли, её муж, не мог прокормить. Отец профессора ещё мог работать, однако здоровье матери было окончательно расстроено: она совершенно потеряла зрение. В 1799 году в его дом переехала вся его семья из-за уличных боев между австрийцами и французами. Чтобы поправить финансовое положение, Меццофанти сделался частным преподавателем. В этот период бедный священник точно так же старательно учится, как и ранее: у одного из его учеников была довольно обширная библиотека, свободный доступ к которой получил Меццофанти.
Известно в том числе, что отец Джузеппе Меццофанти много занимался благотворительностью в этот период: ему доставляло особое удовольствие обучение бедных слоев населения.
Во время войны между Габсбургской империей и Францией Меццофанти постоянно посещал военные госпитали, где встречался с венграми, словаками, чехами и австрийцами. Чтобы иметь возможность их исповедовать, Меццофанти пришлось изучить их языки. Он получил пост confessario dei forestieri (исповедник иностранцев), хотя в Риме и других католических городах эти обязанности обычно возлагались на целую группу священников. К Меццофанти стали обращаться с просьбами перевести какие-либо тексты. Он всегда был рад им помочь и никогда не брал вознаграждения. Манавит пишет, что ещё до принятия сана Меццофанти работал переводчиком. От Суворова, которого сам священник называл «замечательным варваром», вероятно, он выучился русскому языку.
29 января 1803 года назначен помощником библиотекаря в Болонье, затем, 4 ноября того же года, вновь стал профессором восточных языков. 23 июня 1804 года написал свою первую диссертацию «Египетские обелиски», о которой имеется хоть какое-то упоминание. Текст диссертации был утерян. Однако, по свидетельству графа Симоне Статико, это была выдающаяся работа, в которой Меццофанти продемонстрировал глубокое знание рассматриваемого предмета. В то же самое время в Пармском университете работал крупный ориенталист Джованни Бернардо де Росси, с которым Меццофанти давно хотел познакомиться. Будучи по совместительству помощником библиотекаря, Меццофанти выписал некоторые труды аббата де Росси. Самому же Росси он написал письмо, которое было началом достаточно дружественных отношений. Некоторые из писем к Росси до сих пор хранятся в Пармской библиотеке. Так, в первом его письме, которое датируется 15 сентября 1804 года, можно обнаружить формальность и искусственность стиля, которая была признаком корреспонденции того времени. Росси, получивший это письмо, написал восторженный ответ, в котором он хвалил Меццофанти за его рвение. В приложении к письму были некоторые книги по ориенталистике.
Поскольку репутация Меццофанти как учёного чрезвычайно возросла, иногда к нему обращались за консультацией. В книге Расселла описывается случай, когда ученый прелат Бевилакка обратился за советом к Меццофанти по поводу одной неизвестной книги. Меццофанти в свою очередь решил спросить совета у Росси. Это письмо к Росси является свидетельством того, что Меццофанти в этот период совершенно не знал санскрита.
Осенью того же года Меццофанти посещает Росси. Даже для итальянской профессуры это было редким явлением[прояснить]. Меццофанти и вовсе приписывали то, что до своего сорокалетия он не покидал родной город. Этот вымысел опровергается его же корреспонденцией. В Парме его приняли радушно. Начальник герцогской библиотеки Анджело Пеццана имел разговор с Меццофанти, который рассказал ему, что его очень удивляет сходство русского и латинского языков. Среди языков, которыми занимался Меццофанти в то время, был персидский. Известно из книги Расселла, что первым подарком, который Меццофанти получил от аббата Росси, стала «Персидская антология»; в письме к России, датированном 1806 годом, Меццофанти просит коллегу прислать ему персидского классика Кемаль-ад-Дина. Летом того же года из-за напряженной работы здоровье Меццофанти опять начинает ухудшаться.
Декретом от 15 ноября 1808 кафедра ориенталистики была закрыта французским вице-королём Италии Евгением Богарне, поскольку власти, прекрасно знающие о популярности Меццофанти, не решались уволить его открыто. Вообще говоря, Меццофанти стал жертвой конфликта между папой и Наполеоном, который ранее зазывал Меццофанти в Париж: некоторые кардиналы и вовсе по указанию Бонапарта были насильственно смещены с своих должностей. Тем не менее Меццофанти французы назначили пенсию. Свои исследования он продолжил, параллельно обучая в частном порядке. 28 марта 1812 года его назначают заместителем начальника Болонской библиотеки. Меццофанти занимал пост на кафедре до отбытия в Рим в 1831 году. Туда он отправился как член миссионерской Конгрегации пропаганды веры. В 1833 году стал главным хранителем Ватиканской библиотеки и в 1838 году получил от Григория XVI шапку кардинала с титулом церкви Сант-Онофрио.
В 1835 году А. И. Тургенев опубликовал в России его стихи на русском языке.
Байрон отозвался о нём так: «Это лингвистическое чудо, ему следовало бы жить во времена вавилонского столпотворения, чтобы быть всеобщим переводчиком. Я проверял его на всех языках, на которых знаю хоть одно ругательство, так он поразил меня настолько, что я готов был выругаться по-английски».

## Списки языков
Племянник Меццофанти составил общий список из 114 языков, которыми якобы владел кардинал. Этот список, однако, не учитывает уровень владения, также некоторые языки указаны дважды и нет чёткого деления на языки и диалекты. Исследователь Рассел на основе этого списка и других данных составил более выверенный список, разделённый на несколько групп. Из них можно указать две главных группы.
- Языки, свободное владение которыми было подтверждено[15]:

1. Древнееврейский
2. Арабский
3. Халдейский
4. Коптский
5. Древнеармянский
6. Армянский
7. Персидский
8. Турецкий
9. Албанский
10. Мальтийский
11. Древнегреческий
12. Новогреческий
13. Латинский
14. Итальянский
15. Испанский
16. Португальский
17. Французский
18. Немецкий
19. Шведский
20. Датский
21. Нидерландский
22. Английский
23. Иллирийский
24. Русский
25. Польский
26. Чешский
27. Венгерский
28. Китайский

- Языки, на которых говорил бегло, но не был в достаточной степени протестирован[15]:

1. Сирийский
2. Геэз
3. Амхарский
4. Хиндустани
5. Гуджарати
6. Баскский
7. Валашский
8. Луисеньо (согласно Майклу Эрарду, кардинал этим языком не владел)
9. Алгонкинский

Ещё около 30 языками Меццофанти владел либо поверхностно и знал лишь несколько фраз, либо выучил их по книгам, но никогда на них не говорил. Точно идентифицировать некоторые из них затруднительно, ибо они названы по географическому признаку, например, «ангольский» «мексиканский», «чилийский», «перуанский» и тому подобное.